# Liga de Diamante 2020
La Liga de Diamante 2020 fue la undécima edición del evento organizado por World Athletics. Debido a la pandemia de enfermedad por coronavirus las reglas y calendario del certamen tuvieron modificaciones, por lo que para este año no se otorgaron puntos en las reuniones clasificatorias, ni una final para determinar a los ganadores del  Trofeo de diamante.

## Desarrollo
Las reuniones programadas se celebraron entre los meses de agosto y octubre, y con la asistencia limitada de público. No existió una final para determinar a los ganadores de las pruebas.

## Calendario
Calendario provisional de la Liga de Diamante 2020:
| Fecha            | Nombre                    | Estadio                       | Ciudad    | País    |
| ---------------- | ------------------------- | ----------------------------- | --------- | ------- |
| 14 de agosto     | Herculis                  | Estadio Louis II              | Mónaco    | Mónaco  |
| 23 de agosto     | Bauhaus-Galan             | Estadio Olímpico de Estocolmo | Estocolmo | Suecia  |
| 4 de septiembre  | Memorial Van Damme        | Estadio Rey Balduino          | Bruselas  | Bélgica |
| 17 de septiembre | Golden Gala Pietro Mennea | Estadio Olímpico de Roma      | Roma      | Italia  |
| 25 de septiembre | Doha Grand Prix           | Estadio Hamad Bin Suhaim      | Doha      | Catar   |

Reuniones de exhibición:
| Fecha           | Nombre            | Estadio                        | Ciudad  | País    |
| --------------- | ----------------- | ------------------------------ | ------- | ------- |
| 11 de junio     | Impossible Games  | Estadio Bislett                | Oslo    | Noruega |
| 9 de julio      | Inspiration Games |                                |         |         |
| 2 de septiembre |                   | Stade Olympique de la Pontaise | Lausana | Suiza   |

### Modificaciones
Las tres reuniones planificadas para iniciar la Liga de Diamante —una en Doha y dos en China— fueron programadas para fechas posteriores debido a los efectos de la pandemia de enfermedad por coronavirus en los respectivos países. Posteriormente se anunció que todas las reuniones a celebrarse en el mes de mayo también serían programadas para una fecha posterior. En un tercer comunicado también fueron tomadas las mismas medidas para las reuniones de junio. El día 12 de mayo se dieron a conocer las siguientes resoluciones: un calendario provisional en el que el certamen se desarrollaría entre agosto y octubre; la cancelación de las reuniones de Rabat, Londres y Zúrich; y la organización de la reunión de Oslo como exhibición. A la reunión de Oslo (Impossible Games) se unieron las de Zúrich (Inspiration Games) y Lausana como eventos de exhibición, y se cancelaron las de París y Eugene; y finalmente las de Gateshead, Shanghái y otra en China que no se había decidido su sede.

### Inspiration Games
La reunión Weltklasse Zürich, denominada Weltklasse Zürich Inspiration Games, fue una de las tres reuniones de exhibición en la Liga de Diamante 2020, pero tuvo la particularidad que en siete de las ocho pruebas que se llevaron a cabo, los atletas, tres en total para todas las pruebas, se ubicaron en tres escenarios diferentes. Para el caso, en la prueba de los 150 m corrieron Allyson Felix, Mujinga Kambundji y Shaunae Miller-Uibo, quienes estaban situadas en Walnut (California, Estados Unidos), Zúrich (Suiza) y  Bradenton (Florida, Estados Unidos), respectivamente.

## Resultados completos
| Liga de Diamante 2020 - Resultados completos                | Liga de Diamante 2020 - Resultados completos | Liga de Diamante 2020 - Resultados completos | Liga de Diamante 2020 - Resultados completos | Liga de Diamante 2020 - Resultados completos | Liga de Diamante 2020 - Resultados completos |
| Mónaco Archivado el 6 de agosto de 2021 en Wayback Machine. | Estocolmo                                    | Bruselas                                     | Roma                                         | Doha                                         |                                              |
| ----------------------------------------------------------- | -------------------------------------------- | -------------------------------------------- | -------------------------------------------- | -------------------------------------------- | -------------------------------------------- |